# Киричук Юрій Анатолійович

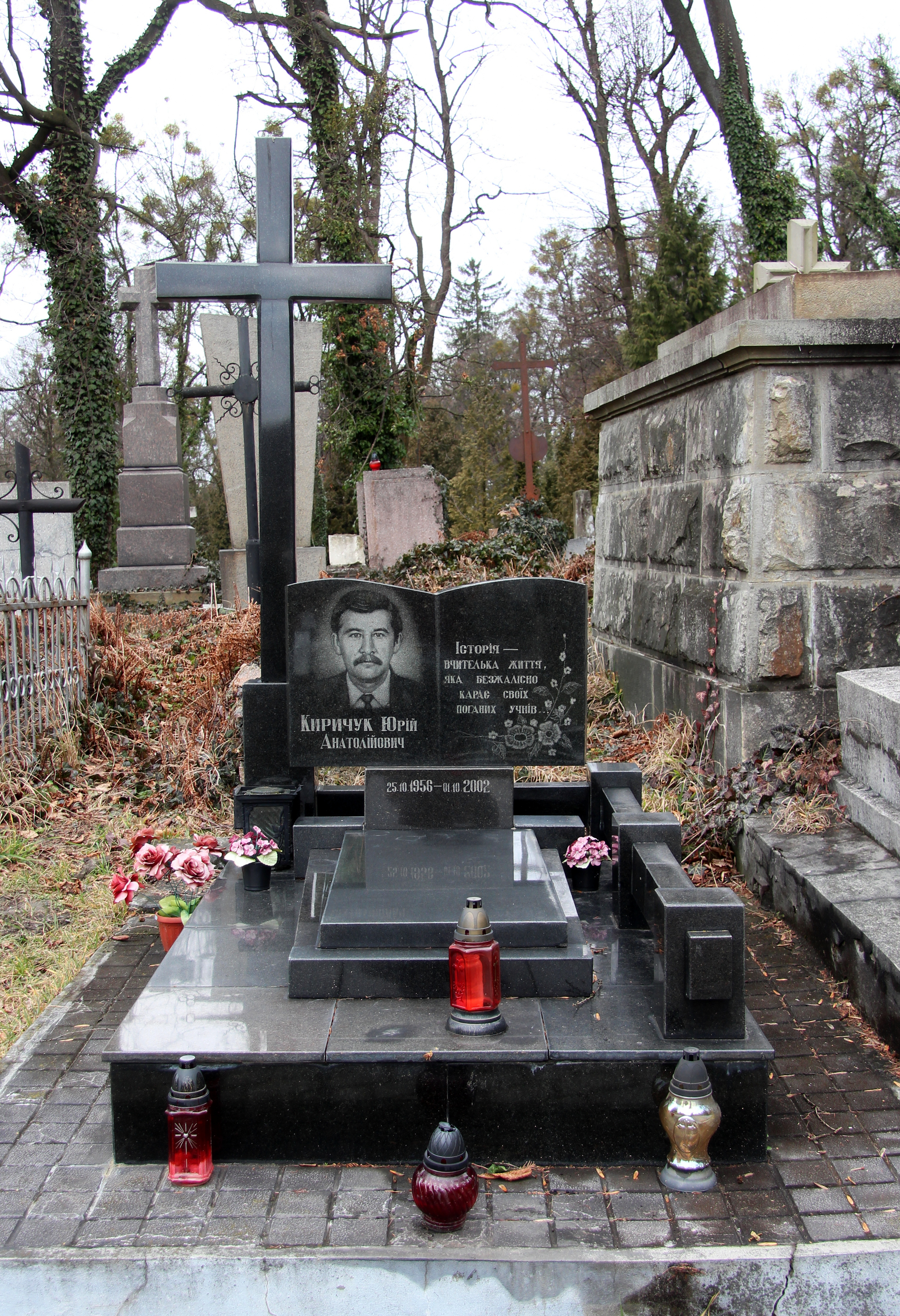

Киричук Юрій Анатолійович (25 жовтня 1956, м. Радивилів, Рівненської обл. — 1 жовтня 2002, Львів) — український історик.

## Життєпис
Дитинство провів у Радивилові, де навчався в школі № 1. Рік працював на заводі. Закінчив з відзнакою історичний факультет Львівського університету ім. Франка.
1982 — захистив кандидатську дисертацію. Наступні двадцять років свого життя віддав роботі в стінах цього університету, на кафедрі історії України. Працював не лише як педагог, але й як учений-дослідник. Один із перших в Україні зайнявся вивченням історії ОУН-УПА, дисидентського та правозахисного руху.
Видана 1991 року «Історія УПА» Киричука стала першим у незалежній Україні дослідженням українського Руху Опору часів Другої світової війни. Випустив три монографії, опублікував близько сотні наукових та науково-популярних статей, виступав на десятках наукових конференцій та семінарів.
Ще одна монографічна робота Киричука, присвячена історії українського національно-визвольного руху в XX ст. («Український національний рух 40 — 50 років ХХ століття: ідеологія і практика», Львів, 2003), побачила світ уже після трагічної загибелі історика — його збила на вулиці машина.
Активно займався культурницькою та просвітньою діяльністю.
1993 — 1998 виконував обов'язки головного редактора теоретичного журналу Української республіканської партії «Республіканець».
Похований на полі № 50 Личаківського цвинтаря.